# Chilothorax jacobsoni
Chilothorax jacobsoni är en skalbaggsart som beskrevs av Koshantschikov 1911. Chilothorax jacobsoni ingår i släktet Chilothorax och familjen Aphodiidae. Inga underarter finns listade i Catalogue of Life.